# Радикальна партія лівих
Радикальна партія лівих (фр. Parti radical de gauche) — французька ліберальна політична партія. Партія була створена у 1972 році. Партія має 8 місць із 577 у Національних зборах та 10 місць із 343 у Сенаті .

## Історія
Партія була заснована в 1972 році після розколу Партії республіканців, радикалів і радикал-соціалістів. Він був заснований радикали, які вирішили приєднатися до «Союзу лівих» і погоджувалися з його Спільною програмою, підписаною Соціалістичною партією і Французькою комуністичною партією. В цей час партія була відома як рух лівих радикал-соціалістів (фр. Mouvement de la Gauche Radicale-Socialiste), потім як рух лівих радикалів (фр. Mouvement des Radicaux de Gauche).
Кандидат від партії у президенти на виборах 1981 року отримав 2% у першому турі, і закликав голосувати за кандидата соціалістів Франсуа Міттерана. Радикальні ліві відіграють допоміжну роль в урядовій коаліції, де домінують соціалісти з 1981 по 1986 рік, і знову з 1988 по 1993 рік.
На початку 1990-х років, під керівництвом популярного бізнесменів Бернара Тапі, вони сподівалися отримати вигоду з кризи Соціалістичної партії. Список на чолі з Тапі отримав трохи більше 12% голосів на виборах до Європейського парламенту 1994 року. Однак Тапі пішов з політики у зв'язку з його судовими проблеми і партія, перейменована в Радикально-соціалістичну партію (фр. Parti Radical-Socialiste), втратила свій вплив.
Після позову Радикальної партії вона була змушена змінити свою назву на Радикальну партію лівих(фр. Parti radical de gauche). З 1997 по 2002 рік партія повернулася до уряду як молодший партнер Лівої коаліції. На президентських виборах 2002 року партія вирішила висунути свого кандидата вперше з 1981 року, який набрав 2,3% голосів.
Під час президентських виборів 2007 року, у той час як партія підтримала кандидата від Соціалістичної партії Сеголен Руаяль, Бернар Тапі, який був провідною фігурою в партії, підтримує Ніколя Саркозі.